# Blattella armata
Blattella armata är en kackerlacksart som först beskrevs av Karlis Princis 1963.  Blattella armata ingår i släktet Blattella och familjen småkackerlackor. Inga underarter finns listade.